# Corybas carinulifer
Corybas carinulifer är en orkidéart som först beskrevs av Rudolf Schlechter, och fick sitt nu gällande namn av Pieter van Royen. Corybas carinulifer ingår i släktet Corybas, och familjen orkidéer. Inga underarter finns listade i Catalogue of Life.